# Les diamants sont éternels (roman)
Pour les articles homonymes, voir Les diamants sont éternels.
Les diamants sont éternels (Diamonds Are Forever) est le quatrième roman d'espionnage de l'écrivain britannique Ian Fleming mettant en scène le personnage de James Bond. Il est publié le 26 mars 1956 au Royaume-Uni. La traduction française parait en 1957 sous le titre Chauds les glaçons ! avant de prendre définitivement le titre Les diamants sont éternels en 1973.
L'agent secret britannique James Bond infiltre un réseau de trafic de diamants entre les mines de Sierra Leone et les États-Unis. Il remonte la piste de Londres à Las Vegas en passant par New York, mais se retrouve à faire face à un dangereux gang américain mené par les frères Spang. En chemin, il rencontre la belle Tiffany Case et retrouve son vieil ami Felix Leiter.
Le roman est adapté en comic strip en 1960 et en dramatique radio en 2015. Quelques éléments du roman sont repris en 1971 dans le film Les diamants sont éternels, 7e opus de la série de films de James Bond d'EON Productions, avec Sean Connery dans le rôle de 007.

## Résumé
L'agent secret James Bond du MI6 est chargé par M d'enquêter sur un trafic de diamants entre les mines britanniques de Sierra Leone et les États-Unis qui fait perdre des millions de livres au marché de Londres. Avec l'aide du Special Branch de Scotland Yard, Bond infiltre le réseau en prenant la place d'une nouvelle recrue du nom de Peter Franks. À Londres, il prend contact avec la belle Tiffany Case qui lui donne des instructions pour passer en contrebande les diamants du Royaume-Uni aux États-Unis. Elle-même reçoit ses ordres d'un certain ABC. Bond soupçonne la Spangled Mob, un gang américain dirigé par les frères Jack et Seraffimo Spang, d'être à la tête du trafic.

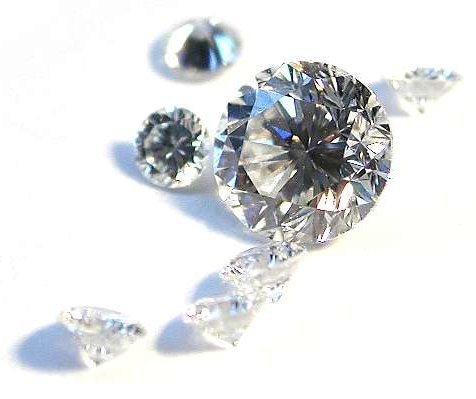
Diamants.

À New York, Bond remet les diamants au gangster Shady Tree qui, au lieu de le payer directement en liquide, lui dit sur quel cheval parier dans une course hippique truquée à Saratoga. Bond tombe alors sur son ami Felix Leiter, un ancien agent de la CIA travaillant désormais comme détective privé pour Pinkerton, qui enquête justement sur des courses truquées. Ils décident de collaborer pour un temps. À Saratoga, Leiter soudoie le jockey pour faire échouer le truquage de la course et ainsi porter un coup à la Spangled Mob. Alors que Bond va payer le jockey après la course, ce dernier est violemment attaqué par deux hommes de main homosexuels du gang, Wint & Kidd.
Bond appelle Shady Tree pour lui réclamer son paiement. Il doit se rendre au casino Tiara de Las Vegas, propriété de Seraffimo Spang, où il découvre que Tiffany Case est croupière. Après avoir gagné son argent dans une partie truquée de blackjack, Bond désobéit aux ordres en continuant de jouer, espérant provoquer une réaction chez Spang. Le lendemain, il est capturé et emmené à Spectreville, une ville fantôme de l'Ouest américain détenue par Seraffimo Spang où ce dernier stationne son train particulier. La couverture de Bond est tombée et l'agent est torturé pour obtenir sa réelle identité. En très mauvaise forme, Bond est libéré par Tiffany Case qui est tombée amoureuse de lui. Ils s'échappent par le chemin de fer en draisine à moteur, mais sont rapidement pris en chasse par le train de Spang. À un aiguillage, Bond fait prendre au train un embranchement ferroviaire sans issue et abat Spang au moment où il passe à son niveau, avant que le train ne s'écrase contre la montagne.
Avec l'aide de Leiter, Bond et Tiffany prennent au plus vite le paquebot Queen Elizabeth à destination de Londres afin d'échapper aux représailles des alliés de Spang. Les jours passant, ils construisent une relation amoureuse. Mais les deux gangsters Wint & Kidd voyagent également sur le paquebot et ils kidnappent Tiffany pour la tuer sur ordre d'ABC. Apprenant leur présence à bord, Bond retrouve Tiffany et tue les deux hommes de manière à faire croire à un meurtre-suicide.
Bond se rend ensuite en Afrique pour arrêter Jack Spang, alias ABC, qui efface les traces du trafic en tuant ses participants les uns derrière les autres. Avec la garnison de Freetown, Bond suit le dentiste qui achète les diamants que les mineurs sortent clandestinement en les cachant dans leur dentition. Le dentiste se rend à son rendez-vous mensuel à la frontière de la Sierra Leone, de la Guinée française et du Liberia. Jack Spang arrive en hélicoptère et tue le dentiste après avoir récupéré les diamants de contrebande. Il tente de s'échapper en hélicoptère mais Bond abat l'aéronef et Spang meurt dans le crash.

## Personnages
Le roman met en scène l'agent secret britannique James Bond du MI6 face au gang américain des frères Jack et Seraffimo Spang organisant un trafic de diamants. La James Bond girl est Tiffany Case, une croupière de Las Vegas participant au trafic. Plusieurs personnages récurrents de la série littéraire sont présents : M, le directeur du MI6, Bill, son chef d'État-Major, Miss Moneypenny, sa secrétaire, Ronnie Wallance, Assistant Commissioner de la Special Branch, et Felix Leiter, ancien agent de la CIA et ami de James Bond.

### Principaux
- James Bond (007) : agent secret britannique du MI6 chargé d'infiltrer un réseau de trafic de diamants faisant perdre beaucoup d'argent aux diamantaires anglais afin d'en identifier les organisateurs.
- Jack et Seraffimo Spang : frères à la tête du gang américain Spangled Mob organisant un trafic de diamants entre les mines britanniques de Sierra Leone et les États-Unis.
- Tiffany Case : croupière au casino Tiara de Las Vegas participant au trafic de diamants, premier contact de Bond pour son infiltration.
- Felix Leiter : ami de James Bond, ancien agent de la CIA devenu enquêteur privé chez Pinkerton après avoir été mutilé (voir Vivre et laisser mourir).
- Michael « Shady » Tree : membre du gang à New York.
- Ernest « Ernie » Cureo : chauffeur de taxi à Las Vegas, contact de Felix Leiter.
- Wint et Kidd : hommes de mains homosexuels du gang.

### Secondaires
- Dentiste des mines de Sierra Leone participant au trafic de diamants.
- Pilote d'hélicoptère allemand participant au trafic de diamants.
- M : directeur du MI6, les services secrets britanniques.
- Bill : chef d'État-Major de M.
- Miss Moneypenny : secrétaire de M.
- Ronnie Wallance : Assistant Commissioner de la Special Branch à Scotland Yard (voir Moonraker).
- Sergent Dankwaerts : policier de Scotland Yard.
- Sergent Lobiniere : policier de Scotland Yard.
- Tingaling Bell : jockey au Saratoga Race Course (en).
- McGonigle : homme de main du gang.
- Frasso : homme de main du gang.

## Lieux
L'action se passe principalement aux États-Unis (15 chapitres), d'abord sur la côte Est autour de New York (8 chapitres) puis sur la côte Ouest autour de Las Vegas (7 chapitres). Cependant, l'histoire débute comme souvent à Londres, capitale du Royaume-Uni (5 chapitres), et se termine sur un paquebot transatlantique sur l'Océan Atlantique (3 chapitres). Le premier et le dernier chapitre se déroulent en Guinée française en Afrique, près de la triple frontière entre la Sierra Leone, la Guinée française et le Liberia.
| Londres New York Saratoga Las Vegas Spectreville Frontière Sierra Leone/Guinée française/Liberia |

### Royaume-Uni
À Londres, James Bond est briefé sur sa mission au siège du MI6 donnant sur Regent's Park, puis à Scotland Yard situé au bord de la Tamise sur Victoria Embankment. Il se rend dans Hatton Garden (en), le quartier des diamants. Il rencontre Tiffany Case au Trafalgar Palace, un hôtel proche de Trafalgar Square. Il séjourne à l'Hôtel Ritz sur Piccadilly en attendant de prendre l'avion à l'aéroport de Londres.

### États-Unis

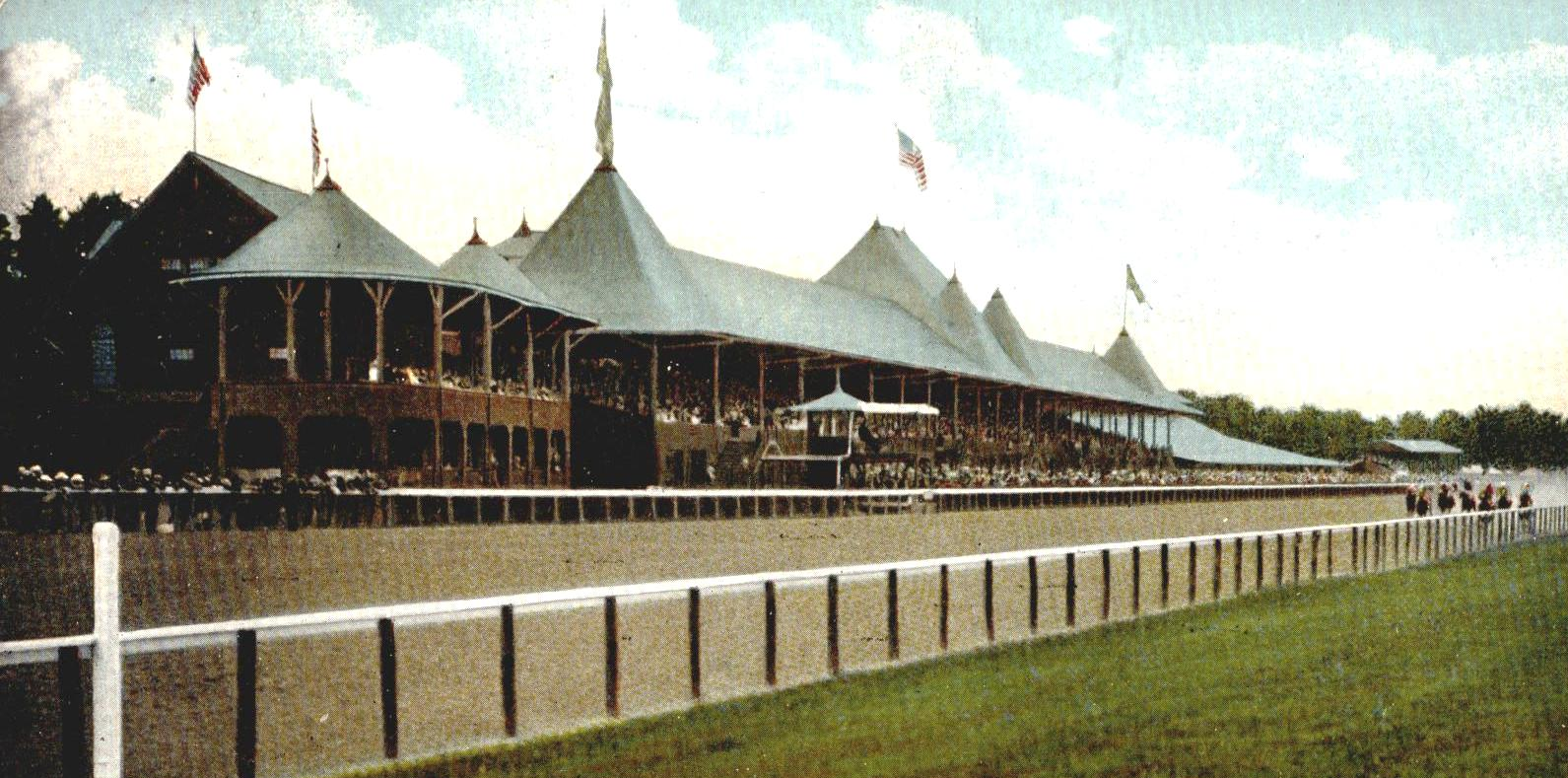
.

James Bond atterrit à l'aéroport Idlewild de New York. Il est emmené sur la 46e rue dans Diamond District. Il tombe sur Felix Leiter dans l'Avenue of the Americas (Sixième avenue) et ils déjeunent ensemble au célèbre restaurant Sardi's (en) — connu pour ses caricatures d'artistes — situé sur la 44e rue dans Theater District. Bond dîne avec Tiffany Case au célèbre 21 Club situé au 21 de la 52e rue Ouest,. Il dort à l'Hôtel Astor — remplacé en 1972 par le gratte-ciel One Astor Plaza — situé dans Times Square, sur Broadway entre les 44e et 45e rues. James Bond et Felix Leiter se rendent à Saratoga Springs en prenant la Taconic State Parkway (en). En route, ils déjeunent au restaurant The Chicken in the Basket. À Saratoga, Bond loge au motel Sagamore. Il assiste à une course de chevaux au Saratoga Race Course (en), puis prend un bain de boue à l'Acme Mud and Sulphur Baths,.

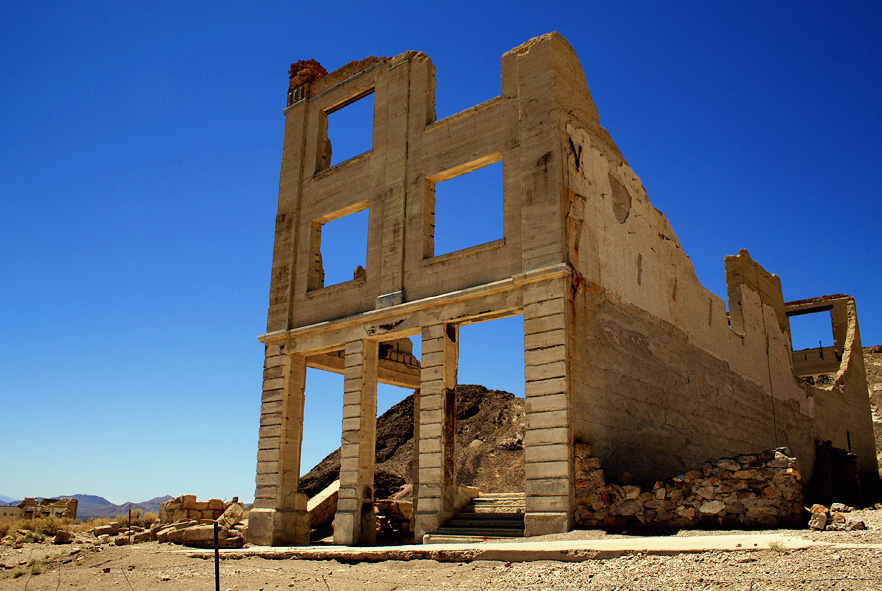
Banque abandonnée de la ville fantôme de Rhyolite.

James Bond prend un vol pour Las Vegas. L'avion fait une boucle au-dessus de l'Océan Pacifique, du quartier d'Hollywood de Los Angeles, du col Cajon et de Barstow avant d'atterrir à l'aéroport de Las Vegas. Le taxi de Bond passe par le Las Vegas Strip devant les hôtels-casinos Flamingo, Sahara, Sands, Desert Inn (en), Last Frontier, et Thunderbird (en) — ces quatre derniers ayant depuis été remplacés par d'autres établissements — avant d'arriver devant le Tiara — fictif — où loge Bond,. James Bond est emmené à Spectreville, une ville fantôme — fictive — du Nevada, proche de Rhyolite, une autre ville fantôme — réelle — située au nord-ouest de Las Vegas,. Leiter le ramène via la Nevada State Route 374 (en) et l'U.S. Route 6 jusqu'au Beverly Hills Hotel dans la banlieue de Los Angeles. Il prend l'avion à l'aéroport de Los Angeles à destination de l'aéroport LaGuardia de New York. Il monte à bord du paquebot transatlantique Queen Elizabeth pour rejoindre l'Angleterre,.

### Afrique
Bond se rend en Guinée française, au sud de Kissidougou, proche de la triple frontière entre la Guinée française, la Sierra Leone et le Liberia.

## Publication et réception

### Publication
Diamonds Are Forever est publié le 26 mars 1956 au Royaume-Uni par l'éditeur Jonathan Cape. La couverture de cette première édition dessinée par Pat Marriott représente une femme avec un diamant pendant au bas de son décolleté en V. Aux États-Unis, le roman est publié en octobre 1956 par Macmillan Publishers.

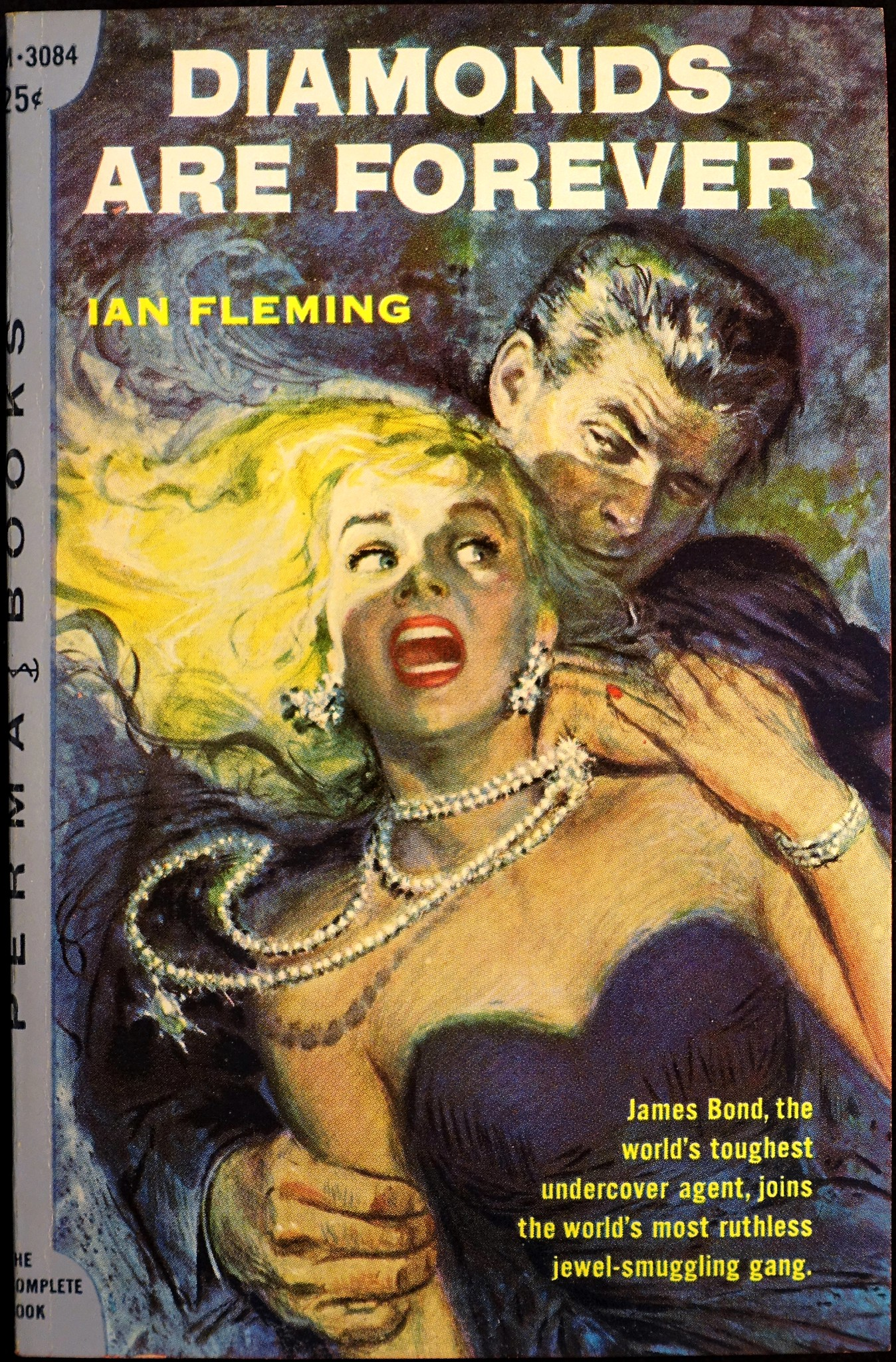
Couverture de la version américaine en livre de poche publié par Permabooks en 1957, illustration de William Rose)

En France, la traduction de France-Marie Watkins est publiée en 1957 chez Gallimard dans la collection Série noire sous le titre Chauds les glaçons !. Elle est rééditée plusieurs fois et prend en 1973 le titre Les diamants sont éternels, plus proche de l'original. Une nouvelle traduction de Pierre Pevel paraît en 2010 chez Bragelonne sous ce même titre.
- (en) Diamonds Are Forever, Londres, Jonathan Cape, 1956
- Chauds les glaçons !  (trad. France-Marie Watkins), Paris, Gallimard, coll. « Série noire » (no 402), 1957, 248 p. (BNF 41646250)
- Les diamants sont éternels  (trad. France-Marie Watkins), Paris, Gallimard, coll. « Carré noir » (no 132), 1973, 248 p. (BNF 35144523)
- Les diamants sont éternels : James Bond 007  (trad. de l'anglais par Pierre Pevel), Paris, Bragelonne, 2010, 317 p. (ISBN 978-2-35294-388-4, BNF 42192148)

## Adaptations

### Bande dessinée
Le roman est adapté en bande dessinée en 1959. L'auteur Henry Gammidge et le dessinateur John McLusky (en) créent un comic strip quotidien publié du 10 août 1959 au 30 janvier 1960 dans le tabloïd britannique Daily Express. La maison d'édition Titan Books (en) réédite le comic strip au Royaume-Uni le 23 mai 2005 dans l'album anthologique Dr. No regroupant également les aventures Docteur No et Bons Baisers de Russie.

### Cinéma
Une adaptation cinématographique très libre du roman est produite en 1971 par EON Productions. Le film Les diamants sont éternels, 7e opus de la série de films de James Bond d'EON, est réalisé par Guy Hamilton et met en scène Sean Connery pour la dernière fois dans le rôle de 007 (si l'on ne compte pas le film indépendant Jamais plus jamais de 1983), aux côtés de Charles Gray en méchant et Jill St John en Tiffany Case. En fait, le film a peu de points communs avec le roman excepté son titre, le trafic de diamants et certains personnages. Le reste de l'intrigue repose sur l'organisation criminelle SPECTRE, son chef Ernst Stavro Blofeld et un projet de laser spatial totalement inédit.

### Radio
Le roman est adapté en un dramatique radio diffusé le 25 juillet 2015 sur la radio britannique BBC Radio 4. C'est la cinquième dramatisation d'une aventure de James Bond par le duo de réalisateur et producteur Martin Jarvis et Rosalind Ayres. Le programme écrit par Archie Scottney met notamment en scène Toby Stephens — le méchant du film Meurs un autre jour — dans le rôle de James Bond aux côtés de Jared Harris en Mr Spang et Lisa Dillon (en) en Tiffany Case.